# Den okände rebellen

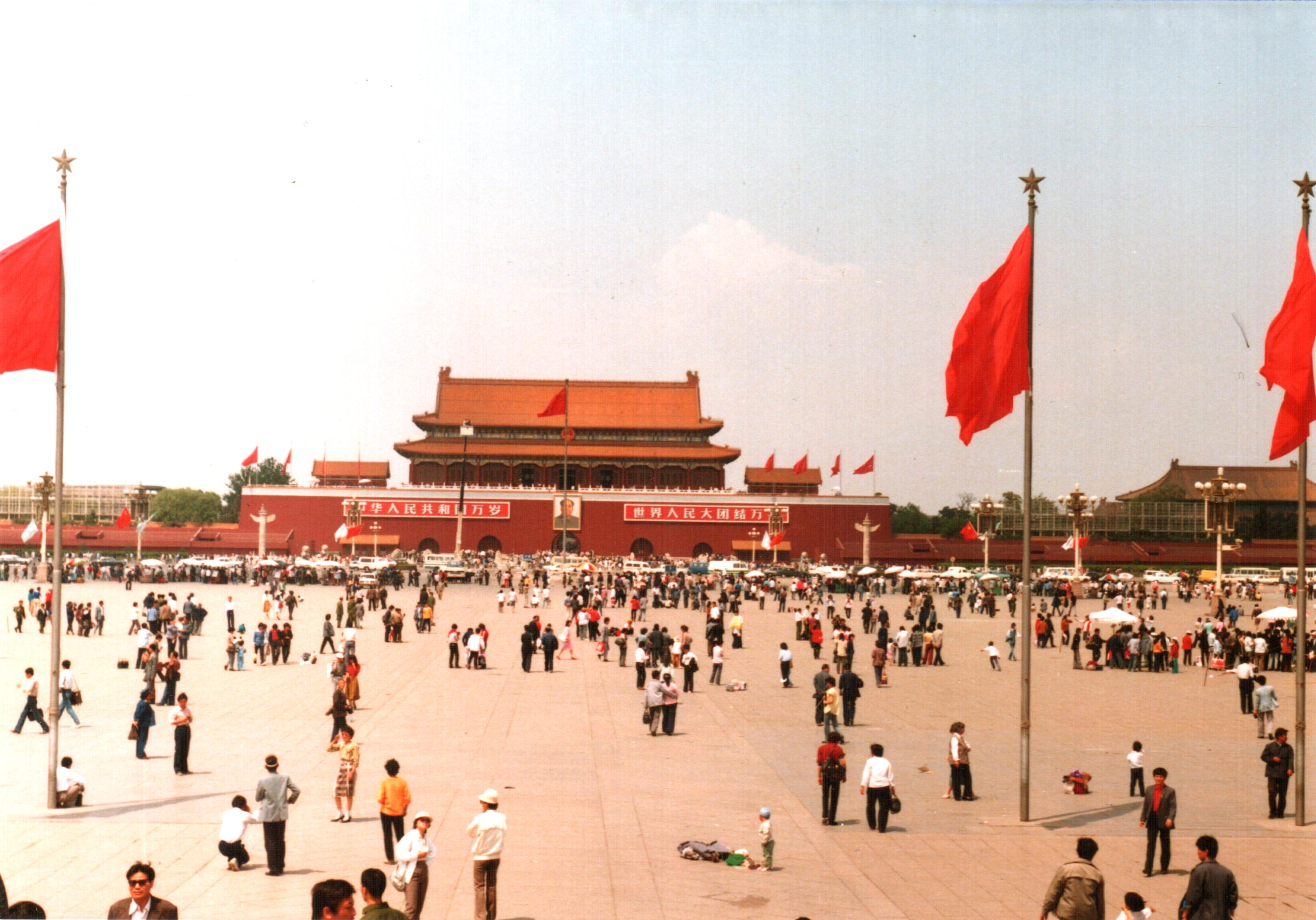
Himmelska fridens torg 1988.

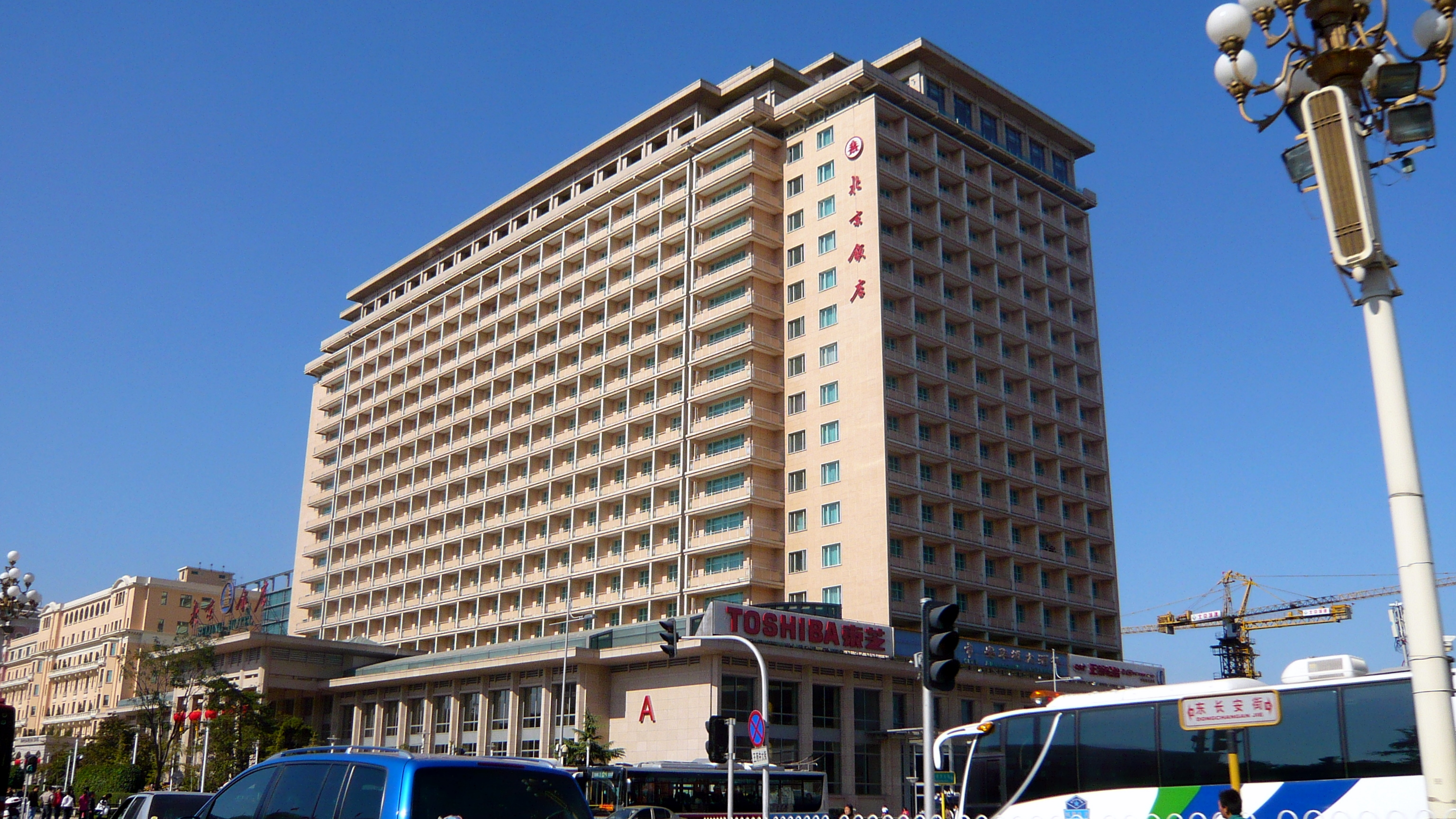
Det var från dessa balkonger på Beijing Hotel som de kända bilderna på Den okände rebellen togs 1989.

Den okände rebellen kallas den okände man som under protesterna på Himmelska fridens torg i Peking den 5 juni 1989 blev internationellt känd då han, genom att ensam ställa sig framför en kolonn av stridsvagnar lyckades hindra dessas framfart. Den främsta stridsvagnen stannar och försöker sedan svänga förbi mannen, som dock åter går i vägen för den. Efter att stridsvagnen åter stannat klättrar mannen upp på den och tycks prata med dess förare. Han klättrar sedan ner igen och går åter i vägen för stridsvagnen, innan ett par personer går fram till honom och tar honom därifrån. Händelsen filmades och fotograferades och bilderna hamnade snabbt i nyheterna världen över. Den mest spridda bilden togs av den amerikanske fotografen Jeff Widener för Associated Press från sjätte våningen av Beijing Hotel, ungefär 800 m från platsen med ett objektiv med brännvidden 400 mm.
En annan bild togs av fotografen Stuart Franklin för Magnum Photos. Hans fotografi fotograferades med ett objektiv med kortare brännvidd än Wideners och visar därför mer av stridsvagnarna längre bort. Franklin vann därefter en World Press Award för bilden. Även Tsang Hin Wah från Reuters och Charlie Cole från Newsweek fotograferade händelsen. Olika versioner av incidenten filmades också av filmteam från CNN (Jonathon Schaer) och Australian Broadcasting Corporation (Willie Phua) som skickades över världen.
2009 publicerades en bild tagen av Terrin Jones som aldrig tidigare publicerades. Bilden är tagen från marknivå utanför Beijing Hotel där "Den okände rebellen" syns i bakgrunden tillsammans med stridsvagnarna.
Journalisten Charlie Cole, som även fotograferade händelsen, har berättat att han såg kinesiska stridsvagnar den fjärde juni krossa fordon och människor i deras väg, och detta endast en dag innan den okände mannen ensam ställde sig framför stridsvagnskolonnen.
Bilderna och filmerna över den ensamma mannen som står inför en kolonn av stridsvagnar nådde den internationella publiken över en natt. De var förstasidesstoff på hundratals stora tidningar och nyhetsmagasin och var toppnyhet på oräkneliga nyhetskanaler jorden runt. Den amerikanska tidskriften Time inkluderade i april 1998 den okände rebellen i sin lista över "de hundra mest inflytelserika personerna under 1900-talet".
Mycket lite är känt om mannens identitet. Den brittiska tidningen Sunday Express har namngivit honom som Wang Weilin (王维林), en nittonårig kinesisk student, men dessa uppgifter är inte bekräftade. Vad som hände mannen efter händelserna på Himmelska fridens torg är också okänt. Vissa uppgifter gör gällande att han avrättades några veckor efter protesterna. Andra källor gör gällande att han fortfarande är vid liv och gömmer sig i Kinas inland. Vissa källor har också angivit att han sitter fängslad. Det finns även en teori om att Den okände rebellen inte har kommit fram i media eftersom han inte själv vet om sitt internationella erkännande. I en intervju med Mike Wallace i nyhetsmagasinet 60 Minutes uppgav Kinas president Jiang Zemin att Den okände rebellen aldrig arresterades, och att han inte visste var mannen befann sig. Han betonade även att stridsvagnarna stannade, och inte körde över mannen.